# Austrougarski gulden
Austro-ugarski gulden,odnosno forinta bila je valuta koja se koristila u Habsburškoj monarhiji tj. u Austro Ugarskom carstvu. U Austriji, gulden je bio podijeljen na 60 Kreuzera, a u Ugarskoj je forinta bila podijeljena na 60 krajczár. Ime guldena dolaze od njemačke riječi za bilo koju valutu. Više je novčanica tiskano u Austriji nego u Ugarskoj, a 1857. gulden je podijeljen na 100 forinti/kreuzera umjesto na 60.